# .bi
bi. دامنه اینترنتی کشور بوروندی است.